# (13954) Born
Pour les articles homonymes, voir Born.
(13954) Born est un astéroïde de la ceinture principale.

## Description
(13954) Born est un astéroïde de la ceinture principale. Il fut découvert le 13 octobre 1990 à Tautenburg par Freimut Börngen et Lutz Dieter Schmadel. Il présente une orbite caractérisée par un demi-grand axe de 2,54 UA, une excentricité de 0,14 et une inclinaison de 13,9° par rapport à l'écliptique.

## Compléments